# Син Рембо
«Син Ре́мбо» (англ. Son of Rambow) — комедійний фільм 2007 року.

## Сюжет
Англія 1980-х років. Вілл росте без батька в сім'ї, члени якої вважають себе обранцями Господа і пишаються своєю строгою мораллю. А це означає, що Віллу недоступне насолодитися простими земними радощами — наприклад, послухати музику або подивитися телевізор. Знайомство з однолітком Лі Картером, який дає йому подивитися піратську копію «Рембо: Перша кров», перевертає його уявлення про світ. Картер захоплюється аматорською зйомкою, і хлопці приймають рішення: об'єднавши зусилля, зняти власне кіно.